# Janne Karlsson
Jan Tordh Ingemar Karlsson bedre kendt som Janne Karlsson (født 28. august 1958 i Växjö), er en svensk tidligere ishockeyspiller og nuværende træner. Han har været landstræner for Danmarks ishockeylandshold siden 2013. Tidligere har han vundet det svenske mesterskab tre gange som træner (2003, 2005, 2010) og i 2006 både VM- og OL-Guld som assistenttræner for det svenske landshold.